# روبیک تادئوسیان
روبیک آرسنی تادئوسیان (ارمنی: Ռուբիկ Արսենի Թադևոսյան؛ زادهٔ ۱۸ سپتامبر ۱۹۴۱) یک  سیاستمدار اهل ارمنستان است که از تاریخ ۱۹۹۰ تا تاریخ ۱۹۹۵ سمت نمایندگی دوره اول شورای عالی جمهوری ارمنستان را برعهده داشت.

## زندگی‌نامه
در ۱۸ سپتامبر ۱۹۴۱ ‏در ارمنستان به دنیا آمد . 